# Hal Far Fighter Flight

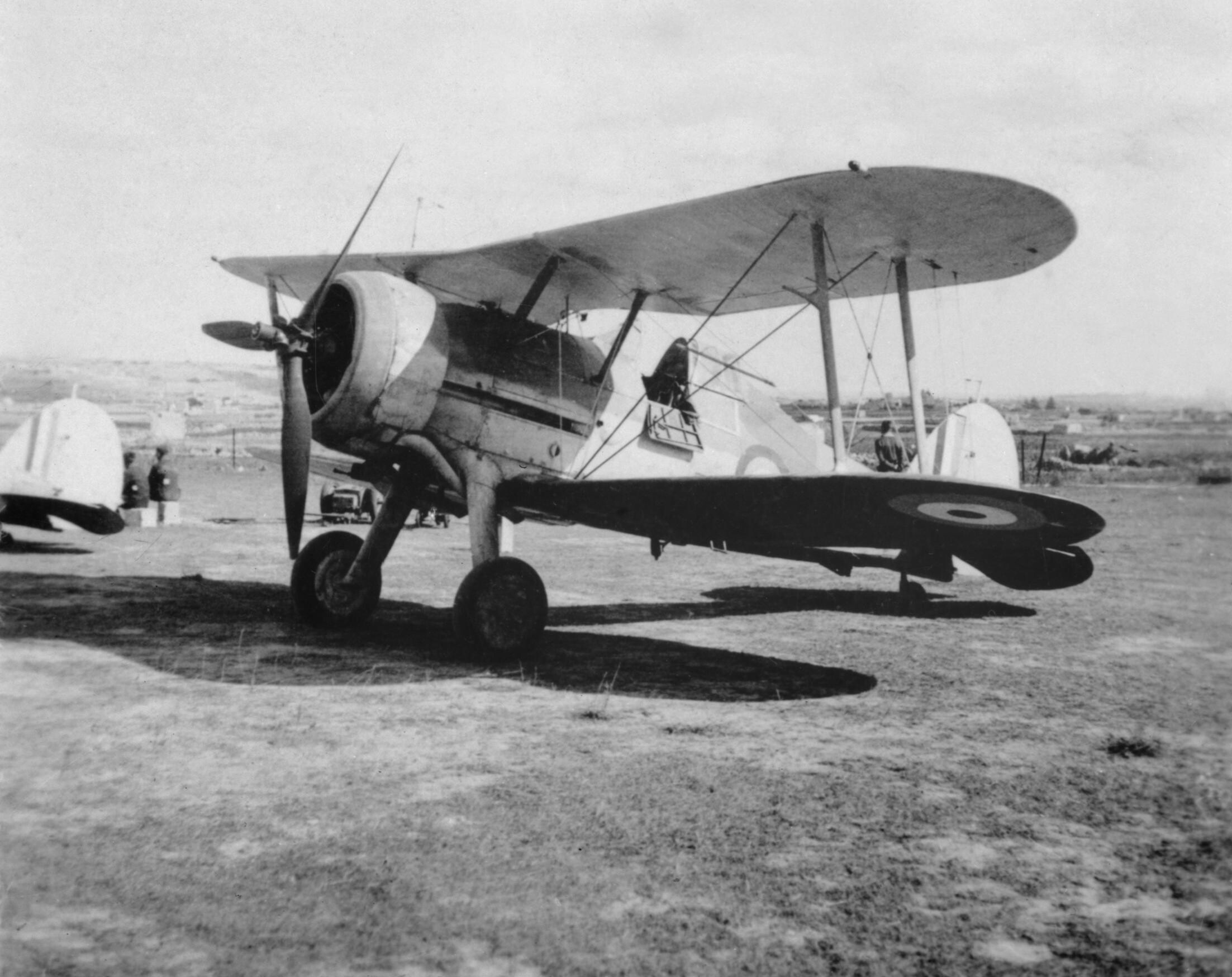
Gloster Sea Gladiator Faith

Die Hal Far Fighter Flight war eine mit Gloster Sea Gladiator ausgerüstete und während der Zweiten Großen Belagerung Maltas aufgestellte Einheit der britischen Luftstreitkräfte. Die aus Personal der Royal Air Force und des Fleet Air Arm rekrutierte Einheit war auf der auch unter der Bezeichnung HMS Falcon geführten Royal Air Force Station Hal Far, kurz RAF Hal Far stationiert.
Auf die Flight geht der Mythos zurück, dass die Insel im Juni 1940 nur von den drei Flugzeugen Hope, Faith und Charity verteidigt wurde, jedoch waren mehr als drei Sea Gladiator einsatzbereit. Die Namen wurden auch erst Monate später von einer maltesischen Zeitung benutzt. Dessen ungeachtet gewann die Hal Far Fighter Flight eine große symbolische Bedeutung für den Widerstandswillen sowohl der britischen Truppen als auch der einheimischen Bevölkerung.

## Hintergrund
Obwohl die Inseln des maltesischen Archipels eine herausragende Bedeutung für die Verbindungswege von den britischen Inseln zu den britischen Kolonien und Dominions in Asien und Australien besaßen, waren sie zu Beginn des Zweiten Weltkrieges für eine wirksame Verteidigung kaum gerüstet. Grund war die Tatsache, dass Malta nur rund neunzig Kilometer südlich Siziliens liegt und zur damaligen Zeit von angreifenden Flugzeugen der Regia Aeronautica innerhalb von dreißig Minuten erreicht werden konnte. Gleichzeitig wurden die Inseln noch durch die Regia Marina bedroht. Daher wurde ein Halten der Insel als unmöglich erachtet. Folgerichtig wurde die Mediterranean Fleet im Oktober 1939 nach Alexandria verlegt, um sie der Bedrohung durch italienische Luft- und Seestreitkräfte zu entziehen. Auf Malta verblieben nur einige U-Boote, der Monitor Terror und die Kanonenboote Aphis und Ladybird. Diese stellten praktisch auch die einzige Luftverteidigungskomponente der Inseln dar, da der Aufbau einer bodengebundenen Luftverteidigung und von Jagdfliegereinheiten zunächst unterblieb. Andererseits war bereits im März 1939 mit dem Aufbau von Radarstationen begonnen worden. Die 241 AMES (Air Ministry Experimental Station) an den Dingli Cliffs sollte hochfliegende Flugzeuge aufklären, während die ab Juni 1940 in Ghar Lapsi aufgestellte 242 AMES zur Aufklärung tieffliegender Ziele diente.

## Aufstellung

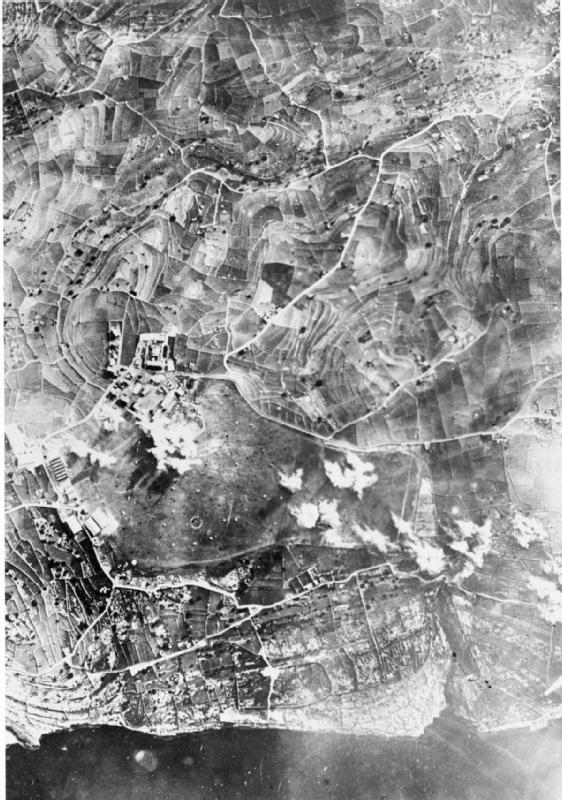
Das Flugfeld Hal Far während eines italienischen Luftangriffes 1941

Zu Beginn des Jahres 1940 wurden durch den Flugzeugträger Glorius insgesamt 18 Sea Gladiator der 802 Naval Air Squadron nach Malta gebracht. Die in Kisten verpackten Flugzeuge wurden zunächst eingelagert. Drei von ihnen wurden im April nach Norwegen verlegt und kamen bei den britischen Truppen während der Abwehr des Unternehmens Weserübung zum Einsatz, drei weitere kamen zu den britischen Truppen in Ägypten. Im März 1940 fiel die Entscheidung, sechs der verbliebenen Flugzeuge für die Luftverteidigung Maltas einzusetzen. Zur Aufstellung wurde vorhandenes Personal der Royal Air Force und des Fleet Air Arm herangezogen. Zunächst wurden fünf Flugzeuge montiert, nach kurzer Zeit jedoch wieder demontiert. Im April musste jedoch eingeräumt werden, dass die Inseln den Schutz durch Jagdflieger benötigten. Obwohl die Sea Gladiator zu diesem Zeitpunkt bereits veraltet war und ihr im Kampf gegen moderne Jagdflugzeuge keine Chancen eingeräumt wurden, schien ein Einsatz gegen Bombenflugzeuge noch erfolgversprechend. Diese Entscheidung ging wesentlich auf die Initiative des Gouverneurs Sir William Dobbie zurück, der unmittelbar nach seiner Ankunft auf Malta die Anstrengungen zur Verteidigung der Insel intensivierte. Nun wurden wieder vier Flugzeuge montiert und eingeflogen. Zwei von ihnen waren für den Einsatz vorgesehen, eines diente als Ersatzteilspender und das letzte wurde in Reserve gehalten. Im Mai 1940 wurden weitere zwei Flugzeuge montiert und die restlichen eingelagerten Maschinen zur Ersatzteilgewinnung freigegeben. Bis zum Juni verunglückten zwei der Flugzeuge, so dass zwei weitere montiert werden mussten. Am 11. Juni 1940, zu Beginn der Zweiten Großen Belagerung Maltas, waren vier Sea Gladiator einsatzbereit. Zwei von ihnen wurden während des Tages für Alarmstarts bereitgehalten. Eine der Maschinen, die als Faith bekanntgewordene N5520, war mit einem aus einer Bristol Blenheim ausgebauten Bristol Mercury - Motor ausgerüstet. Zu erkennen ist dieses Flugzeug an der ebenfalls von einer Blenheim stammenden Dreiblatt-Hamilton-Luftschraube.

## Einsatz
Der Zweite Weltkrieg begann für Malta mit den Luftangriffen der Regia Aeronautica am 11. Juni 1940. Zehn CRDA Cant Z.1007 bombardierten den Grand Harbour und Hal Far. Die angreifenden Flugzeuge flogen in einer Höhe von 5500 Metern. Später wurde die Flughöhe auf 3000 m reduziert, um die Zielgenauigkeit zu verbessern. Dennoch war die Effektivität der italienischen Angriffe gering. Obwohl zahlenmäßig schwach, konnten die zur Luftverteidigung der Insel eingesetzten Flugzeuge und Fliegerabwehrgeschütze eine gewisse Wirkung erzielen. Die Journalistin Mabel Strickland berichtete, dass die italienischen Angreifer die Luftverteidigung der Insel fürchteten und deshalb ihre Bomben rund dreißig Kilometer von der Insel entfernt ins Meer warfen und abdrehten.
Gegen Ende Juni wurde die Luftverteidigung der Insel durch vier Hawker Hurricane verstärkt. Die Sea Gladiator bildeten zusammen mit den Hurricane die No. 261 Squadron RAF, in die die Hal Far Fighter Flight eingegliedert wurde.
Die Sea Gladiator Charity wurde am 29. Juni 1940 abgeschossen, der Pilot Flying officer P. W. Hartley erlitt schwere Verbrennungen. Die Hope wurde während eines Luftangriffes am 4. Januar 1941 zerstört, Faith überstand den Krieg. Der Rumpf des Flugzeuges ist heute im Malta War Museum ausgestellt. Zwei weitere Sea Gladiator wurden im Mai 1941 von der No. 33 Squadron RAF übernommen, das Schicksal der restlichen Flugzeuge ist nicht dokumentiert.

## Traditionspflege
Die No. 1435 Flight RAF übernahm ab dem 4. Dezember 1941 die Luftverteidigung der Insel. Die gegenwärtig zum Schutz der Falklandinseln
eingesetzte und mit Eurofighter Typhoon ausgerüstete Einheit führt die Tradition der Hal Far Fighter Flight fort. Die Flugzeuge der No. 1435 Flight tragen am Seitenleitwerk das Malteserkreuz. Drei der Flugzeuge tragen inoffiziell die Namen Faith, Hope and Charity, ein viertes den Namen Desperation. Auf den Flugzeugen selbst sind nicht die Namen aufgebracht, sie führen aber passend die Codebuchstaben „F“, „H“, „C“ und „D“.